# Trường số đại số
Trong toán học, trường số đại số (còn gọi đơn giản là trường số) F là một trường mở rộng có bậc hữu hạn (và do vậy là một mở rộng đại số) của trường số hữu tỷ Q.  Như vậy F là trường chứa Q có bậc hữu hạn khi được coi là không gian vectơ trên Q.
Nghiên cứu các trường số đại số, và nói chung, về mở rộng đại số của trường số hữu tỷ, là chủ đề trung tâm của lý thuyết số đại số.

## Sách tham khảo
- A Classical Invitation to Algebraic Numbers and Class Fields, 1988A Classical Invitation to Algebraic Numbers and Class Fields, 1988
- Conrad, Keith http://www.math.uconn.edu/~kconrad/blurbs/gradnumthy/unittheorem.pdf
- Algebraic Number Fields, 1996Algebraic Number Fields, 1996
- Helmut Hasse, Number Theory, Springer Classics in Mathematics Series (2002)
- Serge Lang, Algebraic Number Theory, second edition, Springer, 2000
- Richard A. Mollin, Algebraic Number Theory, CRC, 1999
- Ram Murty, Problems in Algebraic Number Theory, Second Edition, Springer, 2005
- Elementary and analytic theory of algebraic numbers, 2004Elementary and analytic theory of algebraic numbers, 2004
- Algebraic number theory, 1999Algebraic number theory, 1999
- Cohomology of Number Fields, 2000Cohomology of Number Fields, 2000
- André Weil, Basic Number Theory, third edition, Springer, 1995